# Listă de conducători de stat din 1898
1894 - 1895 - 1896 - 1897 - 1898 - 1899 - 1900 - 1901 - 1902
Aceasta este o listă a conducătorilor de stat din anul 1898:

## Europa
- Anglia: Victoria (regină din dinastia de Hanovra, 1837-1901)
- Austria: Francisc Iosif (împărat din dinastia de Habsburg-Lorena, 1848-1916; totodată, rege al Cehiei, 1848-1916; totodată, rege al Ungariei, 1848/1867-1916)
- Bavaria: Otto (Wilhelm Luitpold Adalbert Waldemar) (rege din dinastia de Wittelsbach, 1886-1913)
- Belgia: Leopold al II-lea (rege din dinastia Saxa-Coburg, 1865-1909)
- Bulgaria: Ferdinand I (cneaz din dinastia de Saxa-Coburg-Gotha, 1887-1918; țar, din 1908)
- Cehia: Francisc Iosif (rege din dinastia de Habsburg-Lorena, 1848-1916; totodată, împărat al Austriei, 1848-1916; totodată, rege al Ungariei, 1848/1867-1916)
- Danemarca: Christian al IX-lea (rege din dinastia de Glucksburg, 1863-1906)
- Elveția: Eugene Ruffy (președinte, 1898)
- Franța: Francois Felix-Faure (președinte, 1895-1899)
- Germania: Wilhelm al II-lea (împărat din dinastia de Hohenzollern, 1888-1918)
- Grecia: George I (rege din dinastia Glucksburg, 1863-1913)
- Imperiul otoman: Abdul-Hamid al II-lea (sultan din dinastia Osmană, 1876-1909)
- Italia: Umberto I (rege din dinastia de Savoia, 1878-1900)
- Liechtenstein: Johannes al II-lea cel Bun (principe, 1858-1929)
- Luxemburg: Adolf (mare duce din dinastia de Nassau, 1890-1905)
- Monaco: Albert (principe, 1889-1922)
- Muntenegru: Nicolae (principe din dinastia Petrovic-Njegos, 1860-1918; rege, din 1910)
- Olanda: Wilhelmina (regină din dinastia de Orania-Nassau, 1890-1948)
- Portugalia: Carlos I (rege din dinastia de Braganca-Saxa-Coburg-Gotha-Kohary, 1889-1908)
- România: Carol I (domnitor din dinastia Hohenzollern-Sigmaringen, 1866-1914; rege, din 1881)
- Rusia: Nicolae al II-lea Aleksandrovici (împărat din dinastia Romanov-Holstein-Gottorp, 1894-1917)
- Saxonia: Albert Frederic August (Anton Ferdinand Josef Karl Marie Baptist Nepomuk Wilhelm Xaver Georg Fidelis) (rege din dinastia de Wettin, 1873-1902)
- Serbia: Alexandru I (rege din dinastia Obrenovic, 1889-1903)
- Spania: Alfonso al XIII-lea (rege din dinastia de Bourbon, 1886-1931)
- Statul papal: Leon al XIII-lea (papă, 1878-1903)
- Suedia: Oskar al II-lea (rege din dinastia Bernadotte, 1872-1907)
- Ungaria: Francisc Iosif (rege din dinastia de Habsburg-Lorena, 1848/1867-1916; totodată, împărat al Austriei, 1848-1916; totodată, rege al Cehiei, 1848-1916)

## Africa
- Așanti: Kwaku Dua al III-lea (sau Prempeh I) (așantehene, 1888-1900, 1924-1931)
- Bagirmi: Abd ar-Rahman al III-lea Gauranga al II-lea (mbang, 1871-1918)
- Barotse: Lubosi (Lewanika) (litunga, 1878-1884, 1885-1916)
- Benin: Ovonramwen (sau Overami) (obba, 1888-1897/1914)
- Buganda: Daudi Chwa al II-lea (kabaka, 1897-1939)
- Bunyoro: Chwa al II-lea (Kabarega) (mukama din dinastia Bito, 1869-1899)
- Burundi: Mwezi al IV-lea Gisaabo (mwami din a patra dinastie, 1852-1908)
- Dahomey: Agbo Agoli (rege, 1894-1898)
- Darfur: Ali Dinar ibn Zakariyya ibn Muhammad Fadl (sultan, 1898-1916)
- Egipt: Abbas al II-lea Hilmi (vicerege, 1892-1914)
- Ethiopia: Menelik al II-lea (împărat, 1889-1913)
- Imperiul otoman: Abdul-Hamid al II-lea (sultan din dinastia Osmană, 1876-1909)
- Kanem-Bornu: Rabah Zubair (sultan, 1893-1900)
- Lesotho: Lerotholi (rege, 1891-1905)
- Liberia: William David Coleman (președinte, 1896-1900)
- Lunda: Mușiri (uzurpator, 1887-1898)
- Maroc: Moulay Abd al-Aziz ibn Hassan (sultan din dinastia Alaouită, 1894-1908)
- Munhumutapa: Chioko (rege din dinastia Munhumutapa, 1887-1917)
- Oyo: Adeyemi I (rege, 1876-1905)
- Rwanda: Yuhi al V-lea Musinga (rege, 1896-1931)
- Swaziland: Bhunu (Ngwane al IV-lea) (rege din clanul Ngwane, 1889-1899)
- Tunisia: Ali al III-lea ibn Hussein Muddat (bey din dinastia Husseinizilor, 1882-1902)
- Wadai: Iusuf (sultan, 1874-1898) și Ibrahim (sultan, 1898-1900)
- Zanzibar: Hammud ibn Muhammad (sultan din dinastia Bu Said, 1896-1902)

## Asia

### Orientul Apropiat
- Afghanistan: Abd ar-Rahman Khan (suveran din dinastia Barakzay, 1880-1901)
- Bahrain: Isa I ibn Ali (emir din dinastia al-Khalifah, 1869-1923)
- Iran: Muzaffar ad-Din (șah din dinastia Kajarilor, 1896-1907)
- Imperiul otoman: Abdul-Hamid al II-lea (sultan din dinastia Osmană, 1876-1909)
- Kuwait: Mubarak ibn Sabbah (emir din dinastia as-Sabbah, 1896-1915)
- Oman: Faișal ibn Turki (emir din dinastia Bu Said, 1888-1913)
- Qatar: Ahmad I ibn Muhammad (emir din dinastia at-Thani, 1876-1905)
- Yemen, statul Sanaa: al-Mansur bi-l-lah Muhammad ibn Yahya Hamid ad-Din (imam, 1890-1904)

### Orientul Îndepărtat
- Atjeh: Muhammad Daud Șah (sultan, 1874-1903)
- Brunei: Hașim Jalil al-Alam Akam ad-Din (sultan, 1885-1906)
- Cambodgea: Preah Ang Reachea Vodey Preah Norodom Borommo Ream Teneavottana (rege, 1860-1904)
- China: Dezong (Zaitian) (împărat din dinastia manciuriană Qing, 1875-1908)
- Coreea, statul Choson: Kojong (Yi Hyong) (rege din dinastia Yi, 1864-1907; împărat, din 1897)
- Filipine: Emilio Aguinaldo (președinte, 1898-1901)
- India: Victor Alexander Bruce (vicerege, 1894-1898)
- Japonia: Meiji (împărat, 1868-1912)
- Laos, statul Champassak: Chao Kham Suk (Yutti Thammathone al II-lea) (1863-1893/1900)
- Laosul superior: Kham Suk (Zakarine) (rege, 1888-1904)
- Maldive: Imad ad-Din Muhammad al V-lea (sultan, 1893-1903)
- Mataram (Jogjakarta): Abd ar-Rahman Amangkubowono al VII-lea (Angabehi) (sultan, 1877-1921)
- Mataram (Surakarta): Pakubowono al X-lea (Witjaksana) (sultan, 1893-1939)
- Nepal, statul Gurkha: Prithvi Bir Bikram Șamșir Jang Bahadur Șah (rege, 1881-1911)
- Rusia: Nicolae al II-lea Aleksandrovici (împărat din dinastia Romanov-Holstein-Gottorp, 1894-1917)
- Thailanda, statul Ayutthaya: Pra Chulachomklao (Chulalongkorn, Rama al V-lea) (rege din dinastia Chakri, 1868-1910)
- Tibet: nGag-dbang bLo-bzang Thub-ldan rgya-mtsho (dalai lama, 1876-1933)
- Tibet: Panchen Tup-den Ch'os-kyi Nyi-ma dGe-legs rNam-rgyal (Choskyi Nyima Geleg Namgyal) (panchen lama, 1883-1937)
- Vietnam, statul Annam: Thanh Thai (Nguyen Buu-Lan) (împărat din dinastia Nguyen, 1889-1907)

## America
- Argentina: Jose Evaristo Uriburu (președinte, 1895-1898) și Julio Argentino Roca (președinte, 1880-1886, 1898-1904)
- Bolivia: Severo Fernandez Alonso (președinte, 1896-1899)
- Brazilia: Prudente Jose de Morais Barros (președinte, 1894-1896, 1897-1898) și Manuel Ferraz de Campos Salles (președinte, 1898-1902)
- Canada: John Campbell Hamilton-Gordon (guvernator general, 1893-1898) și Gilbert John Elliot-Murray Kynynmond (guvernator general, 1898-1904; ulterior, vicerege în India, 1905-1910)
- Chile: Federico Errazuriz Echaurren (președinte, 1896-1901)
- Columbia: Miguel Antonio Caro (președinte, 1894-1896, 1896-1898), Jose Manuel Marroquin (președinte, 1898, 1900-1904) și Manuel Antonio Sanclemente (președinte, 1898-1900)
- Costa Rica: Rafael Iglesias y Castro (președinte, 1894-1902)
- Republica Dominicană: Ulises Heureux (președinte, 1882-1884, 1887-1899)
- Ecuador: Eloy Alfaro y Arosemena (președinte, 1895-1901, 1906-1911)
- El Salvador: Rafael Antonio Gutierez (președinte, 1894-1898) și Tomas Regalado (președinte, 1898-1903)
- Guatemala: Jose Maria Reina Barrios (președinte, 1892-1898) și Manuel Estrada Cabrera (președinte, 1898-1920)
- Haiti: P. Augustin Tiresias Simon-Sam (președinte, 1896-1902)
- Honduras: Policarpo Bonilla (președinte, 1894-1899)
- Mexic: Porfirio Diaz (președinte, 1876-1880, 1884-1911)
- Nicaragua: Jose Santos Zelaya (președinte, 1893-1909)
- Paraguay: Juan Bautista Eguisquiza (președinte, 1894-1898) și Emilio Aceval (președinte, 1898-1902)
- Peru: Nicolas de Pierola (președinte, 1879-1881, 1895-1899)
- Statele Unite ale Americii: William McKinley (președinte, 1897-1901)
- Uruguay: Juan Lindolfo Cuestas (președinte, 1897-1899, 1899-1903)
- Venezuela: Joaquin Crespo (președinte, 1884-1886, 1892-1898) și Ignacio Andrade (președinte, 1898-1899)

## Oceania
- Hawaii: Sanford Ballard Dole (președinte, 1893-1900)
- Noua Zeelandă: Uchter John Mark Knox (guvernator, 1897-1904)
- Tonga: George Tupou al II-lea (rege, 1893-1918)